# Тихонов, Владимир Валерьевич
Влади́мир Вале́рьевич Ти́хонов (род. 31 октября 1956, Грозный) — советский гимнаст, призёр летних Олимпийских игр 1976 года в Монреале.

## Биография
Родился в 1956 году в Грозном. Выступал за клуб «Динамо» (Ростов-на-Дону). В 1976 году завоевал серебряную медаль Олимпийских игр в Монреале. В 1977 году на чемпионате Европы в Вильнюсе завоевал золото на брусьях и три бронзовые медали в индивидуальном многоборье, вольных упражнениях и на кольцах.